# Mémoires à vif
Pour plus de détails, voir Fiche technique et Distribution.
Mémoires à vif est un téléfilm franco-belge réalisé par Julie Gali d'après un scénario de Delphine Chouraqui et Fabien Adda, et diffusé pour la première fois en Belgique le 2 mai 2023 sur La Une, en Suisse le 26 mai 2023 sur RTS Un et en France le 28 septembre 2024 sur France 3.
Ce polar, de la collection Meurtres à..., annoncé initialement sous le titre de Meurtres à Valbonne, est une coproduction d'Alef One, France Télévisions, Be-FILMS et la RTBF (télévision belge), réalisée avec la participation de la Radio télévision suisse (RTS) et de TV5 Monde.

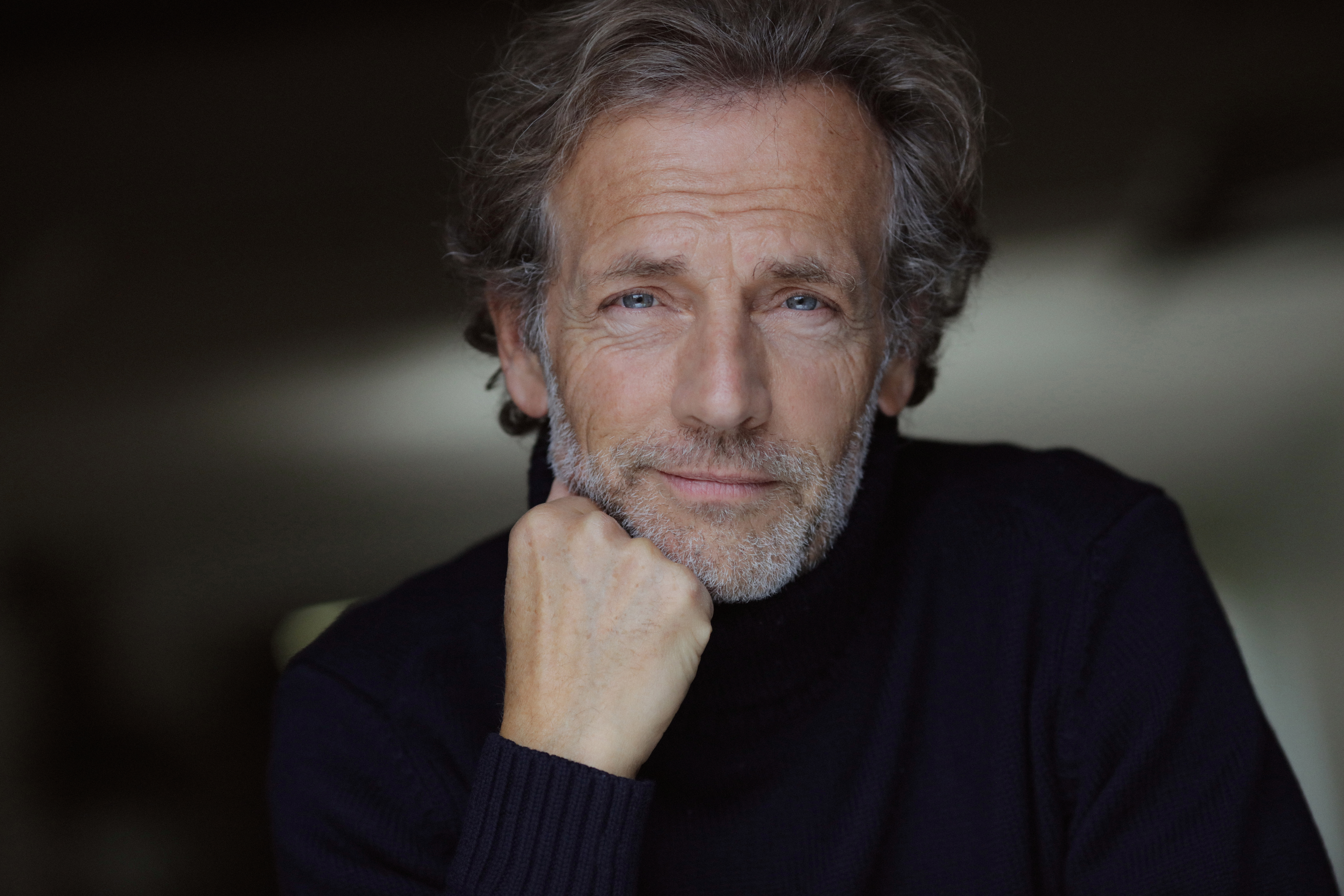
Stéphane Freiss.

## Fiche technique
Sauf indication contraire, les informations mentionnées dans cette section peuvent être confirmées par les bases de données cinématographiques IMDb et Allociné,  présentes dans la section « Liens externes ».
- Titre français : Mémoires à vif
- Réalisation : Julie Gali[3],[4],[5],[6],[7],[8],[9]
- Scénario : Delphine Chouraqui et Fabien Adda, d'après une idée originale de Delphine Chouraqui[8],[9]
- Musique : Jean-Pierre Taïeb[5],[8]
- Décors : Florian Augis
- Costumes : David Rossini
- Photographie : Philippe Guilbert
- Son : Rafael Ridao
- Montage : Stephanie Pelissier
- Production : Nora Melhi et Jacques Essebag
- Sociétés de production : Alef One, France Télévisions, Be-FILMS et la RTBF[4]
- Pays de production :  France /  Belgique[4]
- Langue originale : français
- Format : couleur
- Genre : Policier[1],[2]
- Durée : 100 minutes[6],[7]
- Dates de première diffusion :
  - Belgique : 2 mai 2023 sur La Une[1],[2]
  - Suisse : 26 mai 2023 sur RTS Un[6]
  - France : 28 septembre 2024 sur France 3

## Distribution

### Police
- Stéphane Freiss : commandant de police Cédric Bonfanti
- Meena Rayann : commandante de police Leïla Belhassen
- Steve Tran : Tao Pham
- Martin Lamotte : commissaire Jean-Yves Lefrançois
- Valérie Decobert : Colette

### Famille Belhassen
- Rabah Loucif : Anis Belhassen
- Isalinde Giovangigli : Mari-Lou Belhassen
- Samy Naceri : Marwan
- Mehdi Abdelhakmi : Lyès Belhassen
- Salim Kissari : Khader Belhassen
- Yamin Dib : Bazil Belhassen

### Famille Bonfanti
- Mitty Hazanavicius : Luna Bonfanti
- Liv Del Estal : Lola Bonfanti

### Autres personnages
- Nicolas Gérard : Matisse Humbert
- Romane Serda : Adèle Da Costa
- Anthony Colette : James Lopez
- Liliane Rovère : Rosa Vachin
- Caroline Fostinelli : L’assistante

## Production

### Genèse et développement
Le scénario est de la main de Delphine Chouraqui et Fabien Adda, d'après une idée originale de Delphine Chouraqui, et la réalisation est assurée par Julie Gali,,,.
La production est assurée par Nora Melhi et Jacques Essebag pour Alef One.

### Tournage
Le tournage se déroule du 7 novembre au 5 décembre 2022, à Valbonne dans le département français des Alpes-Maritimes en région Provence-Alpes-Côte d'Azur, entre autres dans le village historique et dans le quartier de Garbejaïre,,,,.

## Accueil

### Diffusions et audience
En Belgique, le téléfilm, diffusé le 2 mai 2023 sur La Une, est regardé par 243 192 téléspectateurs.